# UFC Fight Night 262
UFC Fight Night 262 é um futuro evento de artes marciais mistas produzido pelo Ultimate Fighting Championship que está programado para acontecer em 18 de outubro de 2025, na Rogers Arena em Vancouver, Colúmbia Britânica, Canadá.

## Contexto
O evento marcará a sétima visita da promoção a Vancouver e a primeira desde o UFC 289 em junho de 2023.

## Lutas anunciadas
- Luta no peso-palha feminino: Stephanie Luciano vs. Ravena Oliveira[6]